# 奇幻鐵匠鋪 VR
《奇幻鐵匠鋪 VR》，是由岡本 3 海苔製作的模擬遊戲，2019年4月23日於Steam上推出HTC Vive版本。

## 遊戲內容
玩家遊戲時只要移動自身的雙腳就可以在遊戲場景中移動，因此幾乎不會出現遊玩虚拟现实遊戲時所產生的暈眩感，而遊戲場景內的物件皆可進行互動。玩家在遊戲內會扮演一名為冒險者打造武器的鐵匠學徒，並按照客人的需求，利用各種各式各樣的魔法藥水、魔法印章以及爐火純青的打鐵技術來打造出獨一無二的武器，並滿足於客人的訂單須求。而打造好並售出給客人的武器則會依照客人對武器的品質好壞來給予相對應的金幣數量，但在打造武器時玩家也會遭受史萊姆搗亂或食人花吃掉武器等各式干擾來阻礙武器的鍛造。除了打造武器外，玩家也可以前往市集進行採購或是將賺取到的金錢投入小豬存錢筒形狀的扭蛋機中抽取隨機出現的小道具，另外玩家也可以在遊戲中飼養寵物，並可以對寵物進行撫摸、打扮甚至是攻擊寵物等各類互動行為，而寵物也會在不同的互動下出現各種反應。遊戲擁有多重結局機制，玩家可透過想像力來開拓出許多的遊戲結局。

## 開發

### 經歷
開發團隊岡本 3 海苔由李讓、段宇馨以及張妗萱所組成，皆為雲林科技大學數位媒體設計系之學生，三位團隊成員皆以美術為專業，因此在開發遊戲時陷入了沒有程式人員來協助製作遊戲的窘境，後來他們透過自我的努力摸索來完成了這一款遊戲。

#### 獎項
- 2018年，獲得第五屆台灣原創遊戲大賞校園組優勝獎以及商業組優勝獎。[3][5]
- 2018年，獲得2018 Indie Play最佳VR遊戲。[4]

## 外部連結
- 《奇幻鐵匠鋪 VR》官方Facebook粉絲專頁